# Univerzita v Bordeaux
Univerzita v Bordeaux byla založena v roce 1441 ve Francii. Univerzita je součástí komunity univerzit a vysokých škol v Akvitánii. Je to jedna ze dvou univerzit v Bordeaux, s Bordeaux Montaigne University.
Univerzita v Bordeaux se nachází částečně ve vnitřním městě Bordeaux a z velké části na podlouhlém kampusu, který se klene nad sousedními obcemi Talence a Pessac. Univerzita má asi 53 000 studentů, z toho 6 000 mimo Francii, více než 4 000 výzkumných pracovníků a učitelů a 1 900 doktorandů.

## Slavní absolventi
- Nicole Bricqová, francouzská socialistická politička a právnička
- Seathrún Céitinn, irský kněz, básník a historik
- Maurice Duverger, francouzský právník, sociolog, politolog a politik
- Jacques Ellul, francouzský sociolog, historik, filozof, spisovatel, právní teoretik a protestantský teolog
- Georges Foucart, francouzský egyptolog a historik